# Orsilochus acuticonus
Orsilochus acuticonus är en mångfotingart som beskrevs av Carl Graf Attems 1910. Orsilochus acuticonus ingår i släktet Orsilochus och familjen Siphonotidae. Inga underarter finns listade i Catalogue of Life.